# ملعب ساندرو كاباسي
ملعب ساندرو كاباسي (بالإنجليزية: Dean Court)‏ هو ملعب كرة قدم في مدينة كاربي في إيطاليا. افُتتح الملعب الذي يتسع الملعب لحضور 4,144 متفرج في عام 1928 وأعيد تجديده 2012. وهو الملعب الرئيسي لنادي كاربي.